# Liste der Biografien/Rodl
Liste der Biografien |
Portal Biografien |
Personensuche
# |
A |
B |
C |
D |
E |
F |
G |
H |
I |
J |
K |
L |
M |
N |
O |
P |
Q |
R |
S |
T |
U |
V |
W |
X |
Y |
Z |
?
 
Ra |
Rb |
Rd |
Re |
Rh |
Ri |
Rj |
Rk |
Rl |
Rm |
Rn |
Ro |
Rr |
Rs |
Rt |
Ru |
Rv |
Rw |
Rx |
Ry |
Rz
 
Roa |
Rob |
Roc |
Rod |
Roe |
Rof |
Rog |
Roh |
Roi |
Roj |
Rok |
Rol |
Rom |
Ron |
Roo |
Rop |
Roq |
Ror |
Ros |
Rot |
Rou |
Rov |
Row |
Rox |
Roy |
Roz 
 
Roda |
Rodb |
Rodd |
Rode |
Rodf |
Rodg |
Rodh |
Rodi |
Rodj |
Rodk |
Rodl |
Rodm |
Rodn |
Rodo |
Rodr |
Rods |
Rodt |
Rodu |
Rodw |
Rody |
Rodz
Die Liste der Biografien führt alle Personen auf, die in der deutschsprachigen Wikipedia einen Artikel haben. Dieses ist eine Teilliste mit 25 Einträgen von Personen, deren Namen mit den Buchstaben „Rodl“ beginnt.

## Rodl
- Rödl, Arthur (1898–1945), deutscher SS-Führer, Lagerkommandant des KZ Groß-Rosen
- Rödl, Florian (* 1972), deutscher Rechtswissenschaftler und Hochschullehrer
- Rödl, Helmut (1939–2020), deutscher Unternehmer im Verbund der Creditreform und Hochschullehrer
- Rödl, Henrik (* 1969), deutscher Basketballspieler und -trainerHenrik Rödl (* 1969)

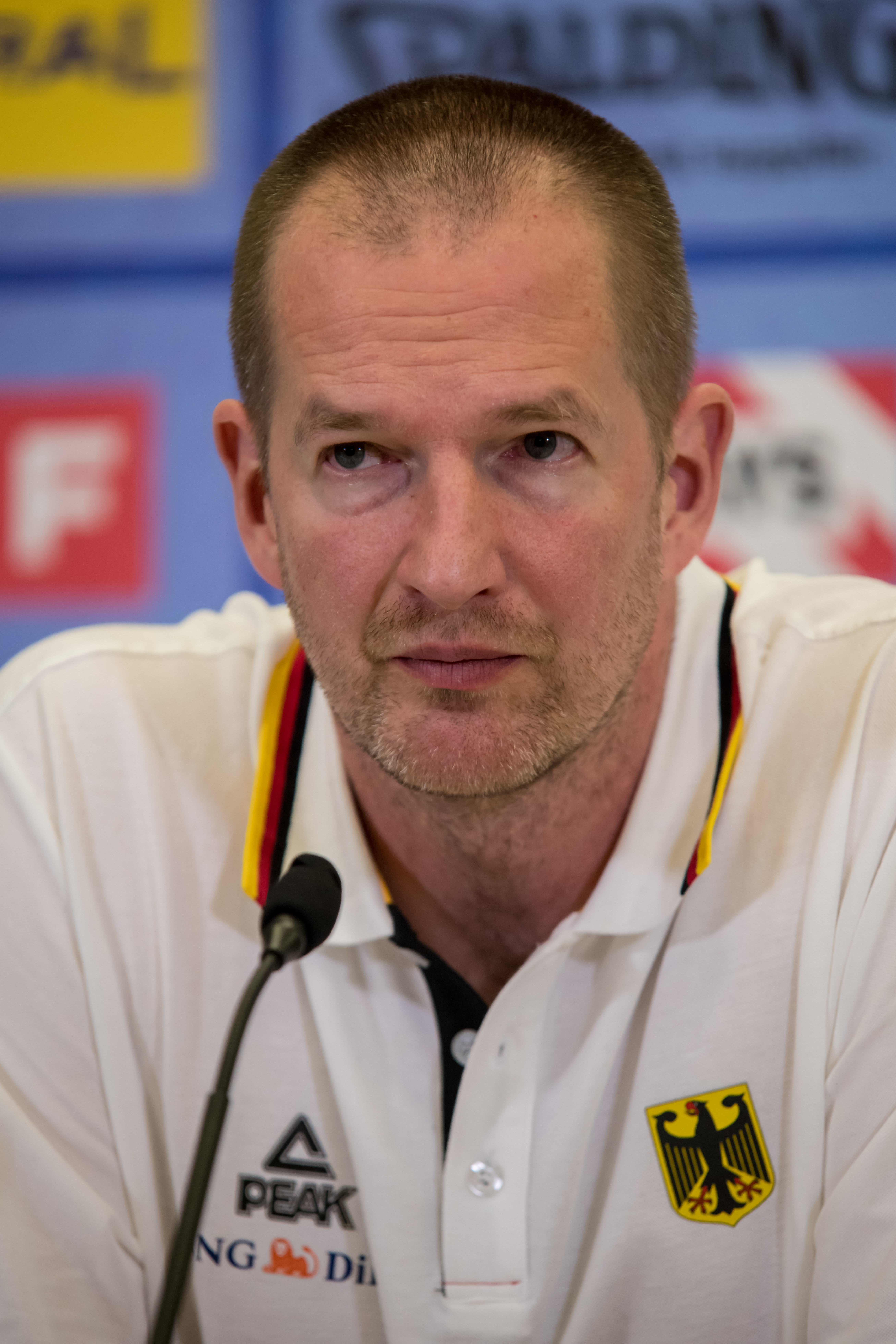
Henrik Rödl (* 1969)

- Rödl, Johann (1818–1895), deutscher Orgelbauer
- Rödl, Josef (* 1949), deutscher Regisseur und Drehbuchautor
- Rödl, Ludwig (1907–1970), deutscher Schachmeister
- Rödl, Manuel (* 1982), österreichischer Fußballspieler
- Rödl, Pavel (* 1959), tschechischer Kommunalpolitiker
- Rödl, Sebastian (* 1967), deutscher Philosoph
- Rödl, Vojtěch (* 1949), tschechischer Mathematiker

### Rodla
- Rodland, Carol, US-amerikanische Bratschistin und Hochschullehrerin
- Rodlauer, Harald (* 1966), österreichischer Skispringer
- Rodlauer, Tobias (* 2000), österreichischer American-Football-Spieler

### Rodle
- Rodler, Daniela (* 1976), deutsche Tierärztin, Autorin, Schauspielerin und Unterwasser-Performerin
- Rödler, Erwin (* 1936), deutscher Fußballspieler
- Rödler, Friedrich (* 1950), österreichischer Manager
- Rödler, Friedrich (* 1954), österreichischer Jurist, ehemaliger Präsident des Österreichischen Patentamtes
- Rodler, Martin (* 1989), österreichischer Fußballspieler
- Rödler, Peter (1811–1850), deutscher Maler und Lithograf
- Rödler, Peter (* 1953), deutscher Erziehungswissenschaftler
- Rodler, Rachel (1878–1944), deutsche Pathologin
- Rodler, Walther (1867–1931), österreichischer Politiker

### Rodlo
- Rodlo, Cristina (* 1990), mexikanische Schauspielerin

### Rodlu
- Rödlund, Jonny (* 1971), schwedischer Fußballspieler